# Fujifilm X-E2
Fujifilm X-E2 — бездзеркальний системний цифровий фотоапарат компанії "Фудзіфілм", який є подальшим розвитком моделі Fujifilm X-E1. Фотоапарат оснащений байонетом X та КМОП-матрицею формату APS-C власної розробки (технологія X-Trans другого покоління) з кроп-фактором 1,5. Камера обладнана гібридною системою автофокусування.
X-E2 анонсований 18 жовтня 2013 і пропонується у двох варіантах забарвлення: зі сріблястими верхньою і нижньою панелями або повністю чорний. Камера виконана в корпусі, що практично не відрізняється від X-E1, що забезпечує повну сумісність із раніше випущеними аксесуарами.

## Відмінності від Fujifilm X-E1
Фотоапарат X-E2 включив у себе ряд технічних та програмних змін у порівнянні з попередньою моделлю. Так, в X-E2 використовується процесор EXR II (EXR в попередній моделі) і оновлена швидкісна КМОП-матриця X-Trans II  (X-Trans першого покоління в X-E1).
Завдяки подвоєній продуктивності нового процесора стало можливим використовувати гібридну контрастну систему автофокусування і фазову з обробкою даних від 100000 датчиків фазової детекції.
Обробка значень фокусної відстані та апертури об'єктива та даних з матриці дозволяє системі компенсувати незначну розмитість на периферії об'єктива та виправляти дифракційне змащування, яке відбувається при закритті діафрагми.
Збільшена на 0,4 дюйма діагональ РК-дисплея, досягнутий ширший кут огляду дисплея, його поверхня виготовлена із загартованого скла, яке стійке до подряпин.
За технологією Wi-Fi здійснюється передача даних на смартфон, планшет чи комп'ютер. У камері є режим імітації з десятьма варіантами стилізації знімків під зображення, зняті на фотоплівку.
Швидкість серійної зйомки в JPEG на карту SD класу 10 із встановленим об'єктивом XF35 мм F1,4 R досягає 7 кадрів/сек. серіями близько 28 кадрів (при запису RAW/RAW+JPEG не більше 8 кадрів), а в режимі автофокуса, який слідкує, 3 кадрів/сек.

## Аксесуари
Компанія Fujifilm випускає ряд аксесуарів, сумісних з усіма фотоапаратами з байонетом X, у тому числі — з X-E2:
- Фотоспалахи: EF-X20, EF-42, EF-20;
- Адаптери: адаптер M Mount Adapter для сумісності з об'єктивами з байонетом Leica M.

Аксесуари, сумісні тільки з X-E1 та X-E2  :
- Додатковий хват (модель HG-XE1);
- Шкіряний напівчохол із додатковим шийним ременем (модель BLC-XE1);
- Мікрофон MIC-ST1 (також сумісний із деякими компактними фотоапаратами ).